# Thinophilus neglectus
Thinophilus neglectus är en tvåvingeart som beskrevs av Wheeler 1899. Thinophilus neglectus ingår i släktet Thinophilus och familjen styltflugor.
Artens utbredningsområde är Florida. Inga underarter finns listade i Catalogue of Life.